# Hindsight (Anathema)
Hindsight è una compilation degli Anathema in cui, il gruppo musicale alternative rock britannico, re-interpreta alcuni brani dell'ultimo periodo in chiave acustica con, in coda, un inedito.
Verrà seguito, alcuni anni dopo, da Falling Deeper del 2011.

## Tracce
1. Fragile Dreams
2. Leave No Trace
3. Inner Silence
4. One Last Goodbye
5. Are You There?
6. Angelica
7. A Natural Disaster
8. Temporary Peace
9. Flying
10. Unchained (Tales of the Unexpected)